# CS Avion
Club Sportif Avionnais là một câu lạc bộ bóng đá Pháp thành lập năm 1922. Đội có trụ sở tại Avion, Pas-de-Calais. Đội thi đấu tại Stade François-Blin, có sức chứa 4.800 người. Đội thường xuyên tham gia Coupe de France, thường tiến đến trong các vòng đấu mà các câu lạc bộ chuyên nghiệp bước vào.

## Lịch sử
Câu lạc bộ Sportif Avionnais được thành lập vào năm 1922. Thành công lớn của câu lạc bộ đến sớm trong sự tồn tại của họ. Trong những năm 1950, với tư cách là một câu lạc bộ nghiệp dư, họ đã lọt vào Vòng 1/64 và Vòng 1/32 của Coupe de France. Trong giải đấu quốc nội, câu lạc bộ chỉ mới đạt được danh hiệu Championnat de France Amateurs, lần xuất hiện cuối cùng của họ là trong mùa giải 2004-05, trong đó họ đã xuống hạng sau bốn mùa liên tiếp thi đấu ở đó. Sau khi xuống hạng nhanh chóng từ CFA 2, đội xuống đến Division d'Honneur de Nord-Pas-de-Calais. Sau hai mùa giải ở đó, đội đã trở lại CFA 2 cho mùa 2008-09.
Đội đã có một mùa giải đáng chú ý trong mùa 2007-08 Coupe de France, đội họ đã lọt vào vòng 64 trước khi bị loại bởi câu lạc bộ Ligue 1 là Lille OSC. Câu lạc bộ cũng điều hành một đội trẻ thành công, thường bao gồm các cầu thủ trẻ đã bị từ chối hoặc giải phóng khỏi các câu lạc bộ lớn hơn ở Nord-Pas-de-Calais, như RC Lens và Lille. Đội xuất hiện thường xuyên trong Coupe Gambardella lọt tới tận tứ kết trong mùa giải 2005-06.

## Danh hiệu
- Coupe'Artois: 1995, 1994, 1991
- Division d'Honneur de Nord-Pas-de-Calais: 2000, 1958
- Regional League de Nord-Pas-de-Calais: 1986, 1982
- Promotion League de Nord-Pas-de-Calais: 1993